# 4 Armia Uderzeniowa
4 Armia Uderzeniowa (ros. 4-я ударная армия) – związek operacyjny Armii Czerwonej z okresu II wojny światowej.

## Historia
Armia została sformowana w dniu 25 grudnia 1941 roku przez przeformowanie 27 Armii ze składu Frontu Północno-Zachodniego. 
Początkowo w składzie Frontu Północno-Zachodniego zajmowała pozycję obronne na wschodnim brzegu jeziora Welje i Seliger. W okresie styczeń – luty 1942 roku wzięła udział w operacji toropiecko-chołmskiej. Wtedy też weszła w skład Frontu Kalinińskiego. 
Następnie brała udział w walkach w rejonie Newla, Horodeka, Połocka. W dniu 20 października 1943 roku wchodziła w skład 1 Frontu Nadbałtyckiego, a następnie od 4 lipca 1944 roku w skład 2 Frontu Nadbałtyckiego a od 8 sierpnia ponownie w skład 1 Frontu Nadbałtyckiego. 
Brała udział w walkach w trakcie operacji rżewsko-dżwińskiej, rżewskiej, memelskiej i operacji Bagration. Po zakończeniu działań ofensywnych uczestniczyła w blokadzie wojsk niemieckich w Kurlandii. 
W lutym 1945 roku wchodziła w skład 2 Frontu Nadbałtyckiego, a w kwietniu 1945 roku w skład Frontu Leningradzkiego. 
Po zakończeniu wojny w maju 1945 roku została rozformowana.

## Dowódcy armii
- gen. płk Andriej Jeriomienko (1941-1942)
- gen. por. Filipp Golikow (1942)
- gen. mjr/gen. por. Władimir Kurasow (1942-1943)
- gen. mjr Dmitrij Sielezniow (1943)
- gen. mjr/gen. por. Wasilij Szwiecow (1943)
- gen. por. Piotr Małyszew (1943-1945)

## Struktura organizacyjna[3]
Skład 1 stycznia 1942
- 249 Dywizja Strzelecka
- 332 Dywizja Strzelecka
- 334 Dywizja Strzelecka
- 358 Dywizja Strzelecka
- 360 Dywizja Strzelecka

Skład 1 marca 1942
- 16 Dywizja Strzelecka Gwardii
- 145 Dywizja Strzelecka
- 234 Dywizja Strzelecka
- 332 Dywizja Strzelecka
- 334 Dywizja Strzelecka
- 358 Dywizja Strzelecka
- 360 Dywizja Strzelecka

Skład 1 kwietnia 1942
- 16 Dywizja Strzelecka Gwardii
- 134 Dywizja Strzelecka
- 135 Dywizja Strzelecka
- 145 Dywizja Strzelecka
- 234 Dywizja Strzelecka
- 332 Dywizja Strzelecka
- 334 Dywizja Strzelecka
- 358 Dywizja Strzelecka
- 360 Dywizja Strzelecka

Skład 1 maja 1942
- 16 Dywizja Strzelecka Gwardii
- 145 Dywizja Strzelecka
- 332 Dywizja Strzelecka
- 334 Dywizja Strzelecka
- 358 Dywizja Strzelecka
- 360 Dywizja Strzelecka

Skład 1 czerwca 1942
- 145 Dywizja Strzelecka
- 332 Dywizja Strzelecka
- 334 Dywizja Strzelecka
- 358 Dywizja Strzelecka
- 360 Dywizja Strzelecka

Skład 1 sierpnia 1942
- 47 Dywizja Strzelecka
- 145 Dywizja Strzelecka
- 332 Dywizja Strzelecka
- 358 Dywizja Strzelecka
- 360 Dywizja Strzelecka

Skład 1 października 1942
- 47 Dywizja Strzelecka
- 145 Dywizja Strzelecka
- 332 Dywizja Strzelecka
- 334 Dywizja Strzelecka
- 358 Dywizja Strzelecka
- 360 Dywizja Strzelecka
- 24 Dywizja Kawalerii

Skład 1 listopada 1942
- 47 Dywizja Strzelecka
- 332 Dywizja Strzelecka
- 334 Dywizja Strzelecka
- 358 Dywizja Strzelecka
- 360 Dywizja Strzelecka
- 24 Dywizja Kawalerii

Skład 1 stycznia 1943
- 47 Dywizja Strzelecka
- 332 Dywizja Strzelecka
- 334 Dywizja Strzelecka
- 358 Dywizja Strzelecka

Skład 1 marca 1943
- 9 Dywizja Strzelecka Gwardii
- 47 Dywizja Strzelecka
- 233 Dywizja Strzelecka
- 332 Dywizja Strzelecka
- 334 Dywizja Strzelecka
- 358 Dywizja Strzelecka
- 360 Dywizja Strzelecka
- 373 Dywizja Strzelecka

Skład 1 kwietnia 1943
- 47 Dywizja Strzelecka
- 332 Dywizja Strzelecka
- 334 Dywizja Strzelecka
- 358 Dywizja Strzelecka
- 360 Dywizja Strzelecka

Skład 1 września 1943
- 92 Korpus Strzelecki
- 47 Dywizja Strzelecka
- 360 Dywizja Strzelecka

Skład 1 października 1943
- 2 Korpus Strzelecki Gwardii
- 83 Korpus Strzelecki
- 92 Korpus Strzelecki
- 334 Dywizja Strzelecka

Skład 1 listopada 1943
- 2 Korpus Strzelecki Gwardii
- 60 Korpus Strzelecki
- 83 Korpus Strzelecki
- 16 Dywizja Strzelecka
- 154 Dywizja Strzelecka
- 219 Dywizja Strzelecka
- 334 Dywizja Strzelecka

Skład 1 grudnia 1943
- 2 Korpus Strzelecki Gwardii
- 22 Korpus Strzelecki Gwardii
- 60 Korpus Strzelecki
- 3 Korpus Kawalerii Gwardii (3 KKgw.)
- 5 Korpus Pancerny
- 51 Dywizja Strzelecka

Skład 1 stycznia 1944
- 2 Korpus Strzelecki Gwardii
- 22 Korpus Strzelecki Gwardii
- 60 Korpus Strzelecki
- 83 Korpus Strzelecki
- 3 Korpus Kawalerii Gwardii
- 5 Korpus Pancerny

Skład 1 lutego 1944
- 2 Korpus Strzelecki Gwardii
- 22 Korpus Strzelecki Gwardii
- 60 Korpus Strzelecki
- 83 Korpus Strzelecki
- 91 Korpus Strzelecki
- 5 Korpus Pancerny

Skład 1 marca 1944
- 60 Korpus Strzelecki
- 83 Korpus Strzelecki
- 91 Korpus Strzelecki

Skład 1 kwietnia 1944
- 60 Korpus Strzelecki
- 51 Dywizja Strzelecka

Skład 1 maja 1944
- 60 Korpus Strzelecki
- 83 Korpus Strzelecki

Skład 1 lipca 1944
- 83 Korpus Strzelecki
- 100 Korpus Strzelecki
- 16 Dywizja Strzelecka

Skład 1 sierpnia 1944
- 14 Korpus Strzelecki
- 83 Korpus Strzelecki
- 100 Korpus Strzelecki

Skład 1 września 1944
- 22 Korpus Strzelecki Gwardii
- 14 Korpus Strzelecki
- 83 Korpus Strzelecki

Skład 1 października 1944
- 14 Korpus Strzelecki
- 83 Korpus Strzelecki
- 84 Korpus Strzelecki

Skład 1 listopada 1944
- 14 Korpus Strzelecki
- 60 Korpus Strzelecka
- 83 Korpus Strzelecki
- 84 Korpus Strzelecki

Skład 1 grudnia 1944
- 14 Korpus Strzelecki
- 83 Korpus Strzelecki
- 84 Korpus Strzelecki

Skład 1 stycznia 1945
- 1 Korpus Strzelecki
- 14 Korpus Strzelecki
- 83 Korpus Strzelecki
- 84 Korpus Strzelecki
- 3 Korpus Zmechanizowany Gwardii

Skład 1 lutego 1945
- 19 Korpus Strzelecki
- 92 Korpus Strzelecki
- 16 Litewska Dywizja Strzelecka

Skład 1 marca 1945
- 19 Korpus Strzelecki
- 92 Korpus Strzelecki

Skład 1 maja 1945
- 84 Korpus Strzelecki
- 92 Korpus Strzelecki
- 32 Dywizja Strzelecka

Przy Armii działała jedna samodzielna kompania karna.